# مادو شارما
مادو شارما (بالهندية: मधु शर्मा؛ بالإنجليزية: Madhu Sharma) هي ممثلة هندية، ولدت في 13 ديسمبر 1984 في جايبور في الهند.

## وصلات خارجية
- مادو شارما على موقع IMDb (الإنجليزية)